# Sultanat Pasai

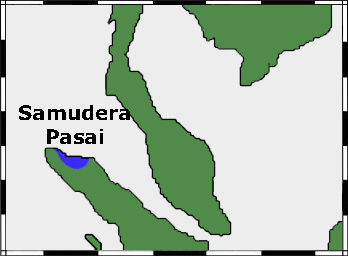
Pasai

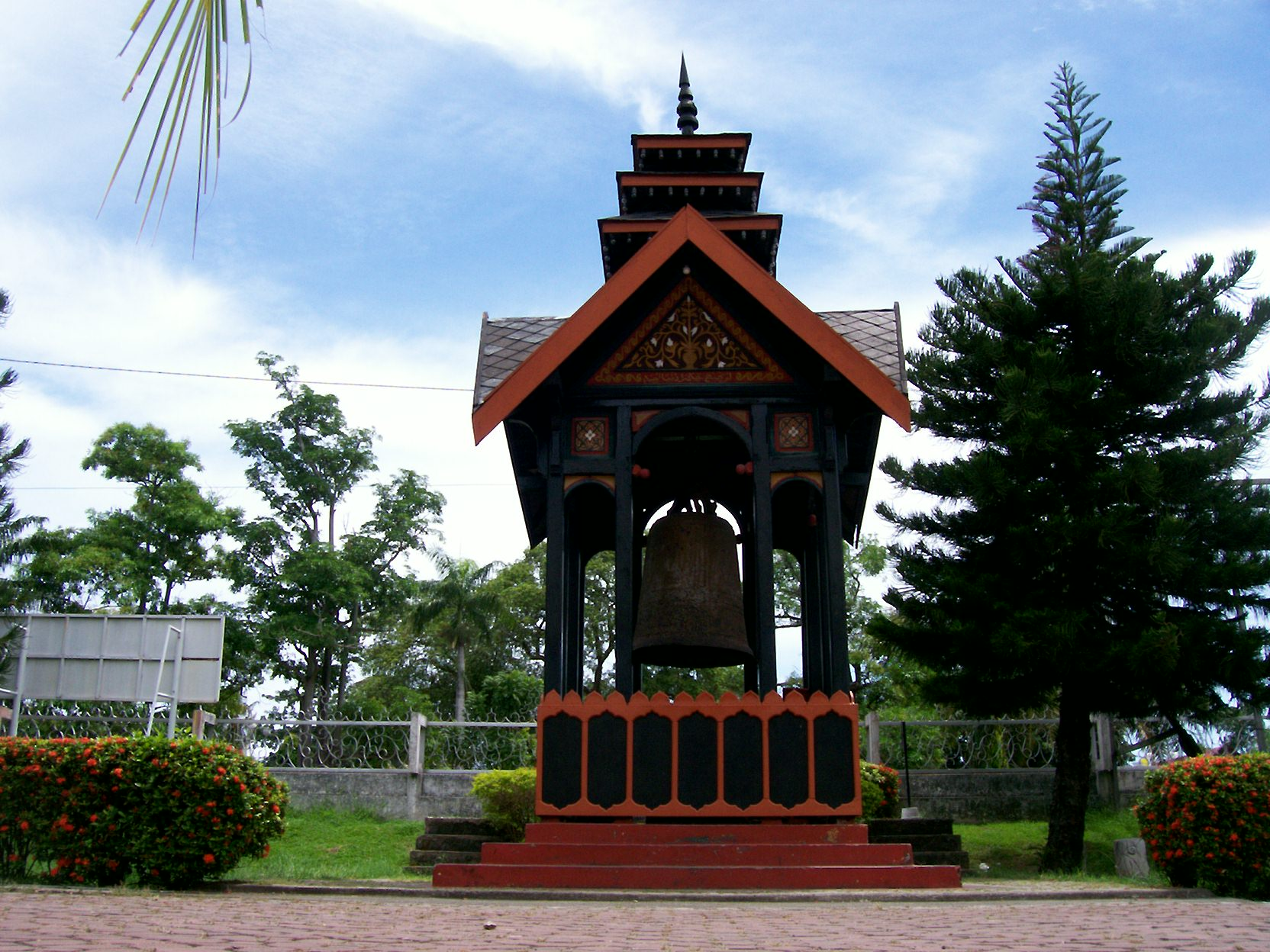
Cakra-Donya-Glocke (ein Geschenk von Zheng He auf einer seiner Reisen)

Das Sultanat Pasai bzw. nach seiner Hauptstadt Samudera oder Samudera-Pasai war ein Sultanat im Norden der indonesischen Insel Sumatras in Südostasien. Samudera ist eine Wiedergabe des Sanskrit-Wortes Samudra und bedeutet "Ozean". Samudera wurde Ende des 13. Jahrhunderts gegründet. Das Land lag an der Ost-West-Verkehrsader, es war ein wichtiger Handelsort im Warenaustausch zwischen Arabien, Indien und China. 1292 führte der Weg Marco Polos hier vorbei, später der von Ibn Battuta auf seinem Weg durch die Malakka-Straße. Mitte des 14. Jahrhunderts wurde Samudera von Majapahit beherrscht. Anfang des 15. Jahrhunderts besuchte Zheng He dreimal das Land. Im 16. Jahrhundert wurde es von Aceh zerstört.
1292 führten muslimische Kaufleute aus Gujarat, Indien, den Islam in Samudera ein. 1345–1346 folgte der Herrscher des Reiches Samudera-Pasai der Rechtsschule (madhhab) der Schāfiʿiten (siehe auch Sultan Malik az-Zahir).